# Kollumerland en Nieuwkruisland
Kollumerland en Nieuwkruisland est une ancienne commune néerlandaise située dans la province de Frise. Le 1er janvier 2019, Elle est supprimée et fusionnée avec Dongeradeel et Ferwerderadiel pour former la commune de Noardeast-Fryslân.

## Langue
Kollumerland était la seule commune dans la Frise où on parle le frison et le groningois. Elle se trouve à la frontière linguistique entre ces deux langues. À l’ouest (ancien Oostbroeksterland) on parle le frison occidental. Les dialectes à l’est (Kollumerland proprement dit) sont aussi appelés Kollumerlands et sont comptés entre les dialectes bas saxons de Westerkwartier. Les villages où on parle encore le Kollumerlands sont: Burum, Munnekezijl, Warfstermolen et Kollumerpomp. Le dialecte dans ce dernier village, le Kollumerpompsters est une branche à part du Westerkwartiers, Quoique les différences avec le Kollumerlands sont égal à travers des âges. Du fait que le Kollumerlands a beaucoup d’influences du frison occidental, peut-on dire que le Kollumerlands est un dialecte frison occidental. Le kollumerlands est donc un pont entre le frison occidental et le Bas saxon. Dans la capitale Kollum on parle un propre dialecte, dit le Kollumers, une variante du Stadsfries.

### Villages
La commune Kollumerland en Nieuwkruisland comptait douze villages portant officiellement des noms néerlandais. Les panneaux des noms des lieux dans la partie orientale de cette commune (région linguistique bas-saxonne sont monolingue en néerlandais, les noms frisons occidentaux ne sont pas utilisés ici, excepté à Kollumerpomp où « De Pomp » est le nom en frison occidental et le surnom de ce village.

### Le nombre d'habitants
Dans ce tableau se trouvent le nombre d'habitants par village le premier janvier 2014. Les noms bas-saxons entre parenthèses ne sont pas utilisés officiellement.
Source: CBS